# Phyllonorycter bifurcata
Phyllonorycter bifurcata là một loài bướm đêm thuộc họ Gracillariidae. Nó được tìm thấy ở Nhật Bản (Kyūshū, Shikoku và Tusima).
Sải cánh dài khoảng 5.5 mm.
Ấu trùng ăn Celtis jessoensis và Celtis sinensis. Chúng ăn lá nơi chúng làm tổ.